# Prim-ministrul Republicii Cehe
Prim-ministrul Republicii Cehe (în cehă: Předseda vlády České republiky) este șeful Guvernului Republicii Cehe. Prim-ministrul și Cabinetul (format din toți miniștrii care sunt șefi de ministere guvernamentale) răspund colectiv pentru politicile și acțiunile lor în fața Camerei Deputaților.

## Reședință
Reședința oficială a primului ministru al Republicii Cehe este Vila lui Kramář (în cehă: Kramářova vila). Reședința este situată la adresa Gogolova 212/1 în cartierul Hradčany din Praga.
Clădirea a fost construită între 1911 și 1914. A fost proiectată de arhitectul vienez Friedrich Ohmann.

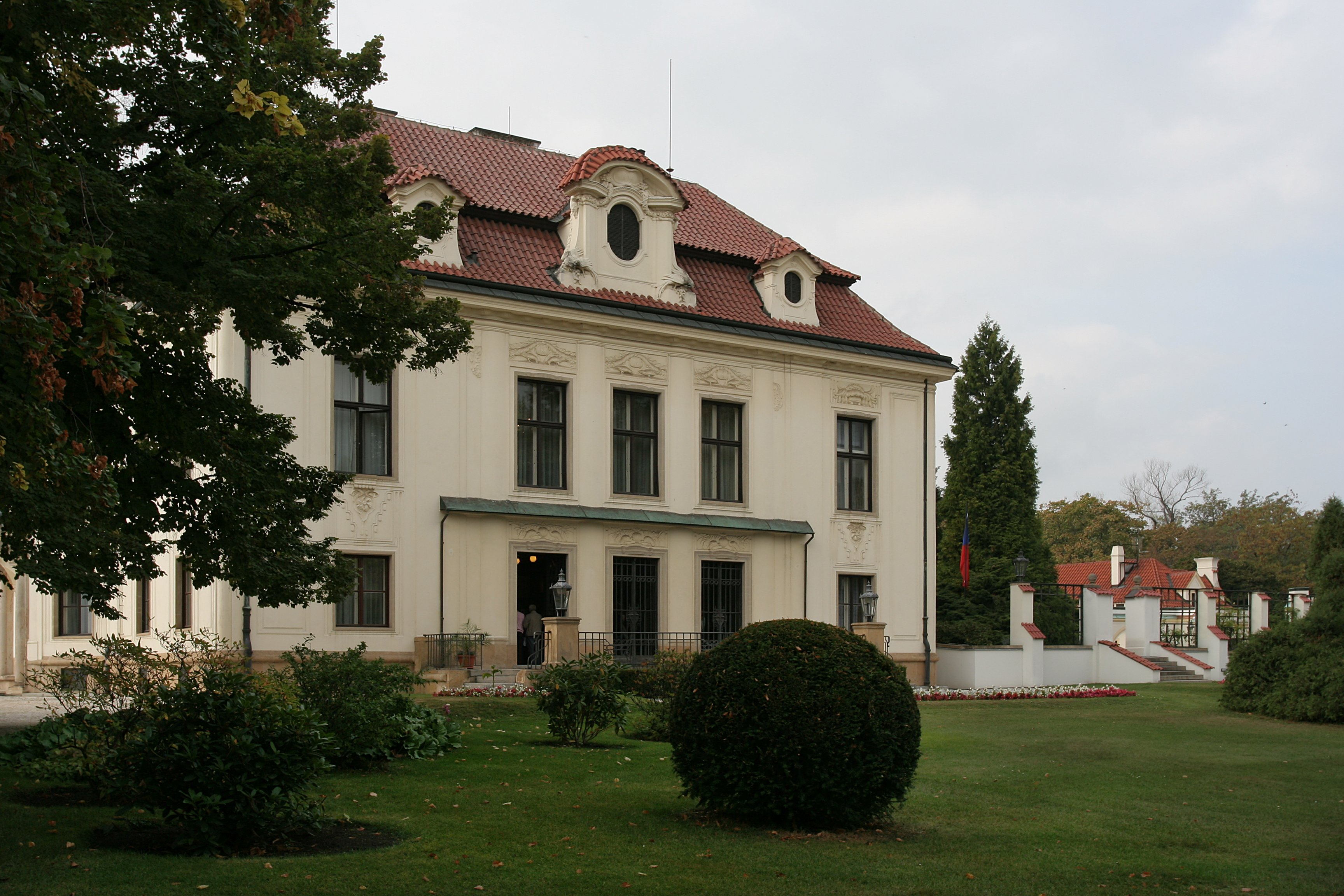
Vila lui Kramář văzută din grădină.
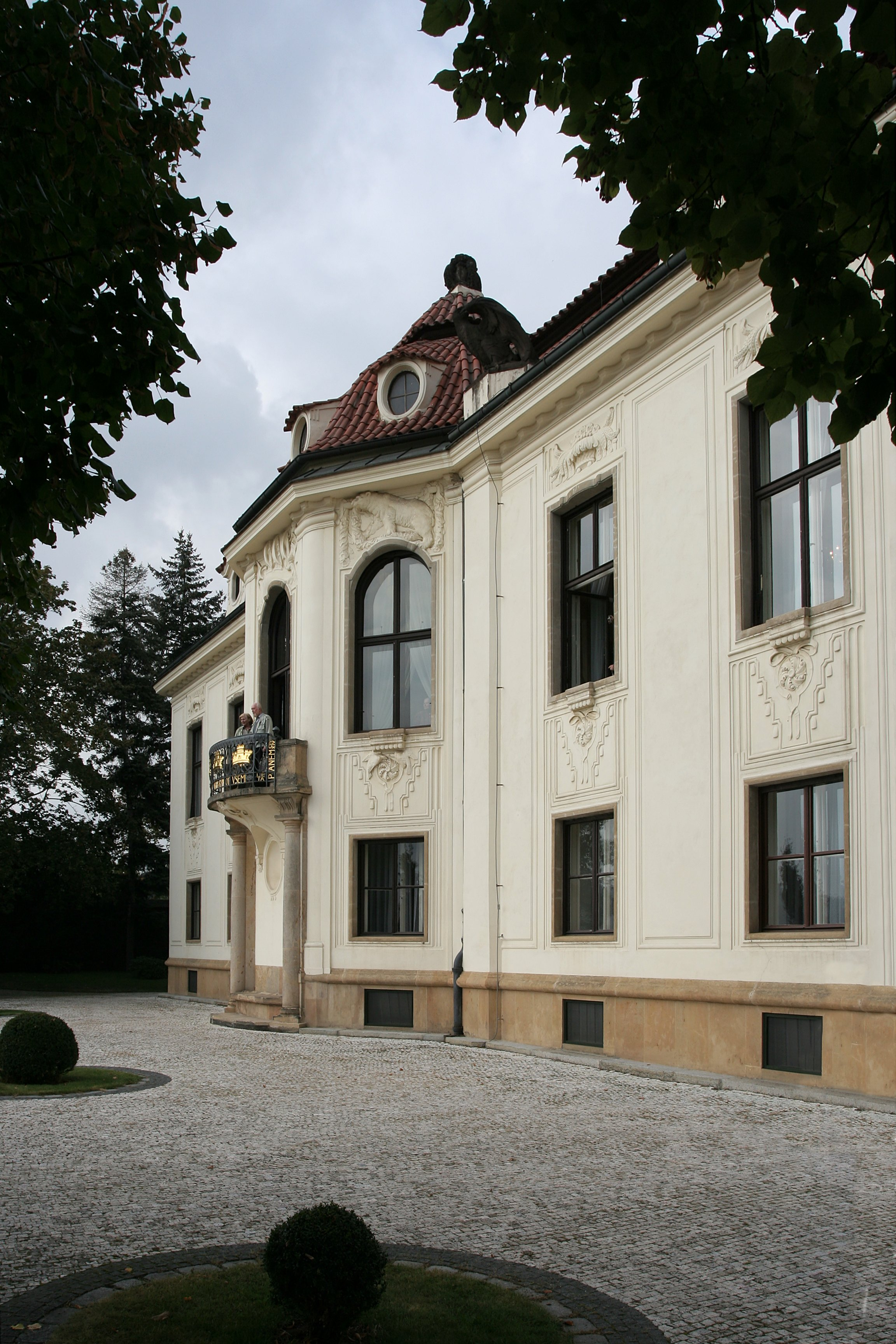
Vedere din grădină.
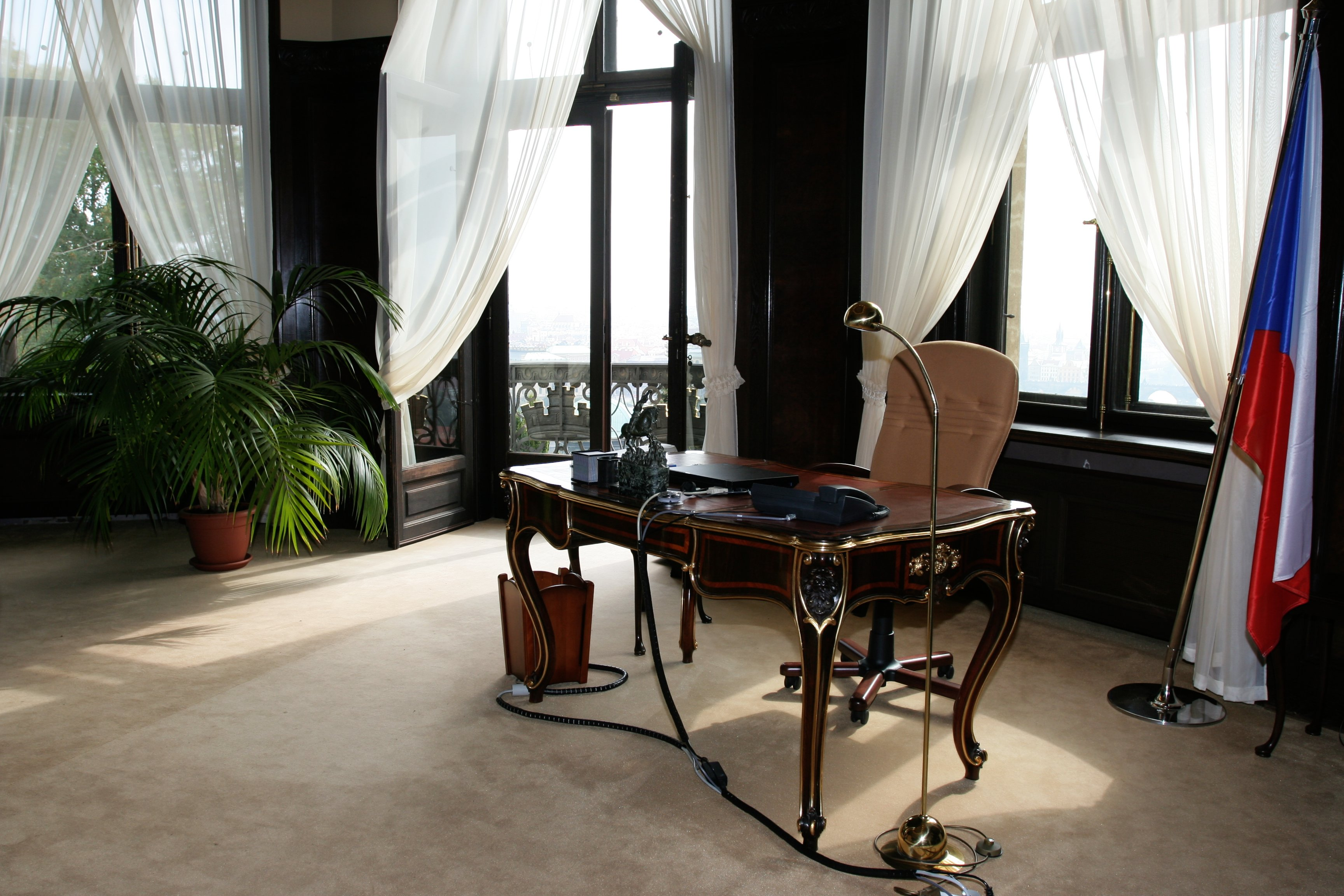
Biroul Primului Ministru